# SN 2010hg
SN 2010hg – supernowa typu Ia odkryta 1 września 2010 roku w galaktyce NGC 3001. W momencie odkrycia miała maksymalną jasność 15,00m.